# Aeonium sedifolium
Aeonium sedifolium är en fetbladsväxtart som först beskrevs av Philip Barker Webb och Carl August Bolle, och fick sitt nu gällande namn av J. Pitard och L. Proust. Aeonium sedifolium ingår i släktet Aeonium och familjen fetbladsväxter. Inga underarter finns listade i Catalogue of Life.

## Bildgalleri

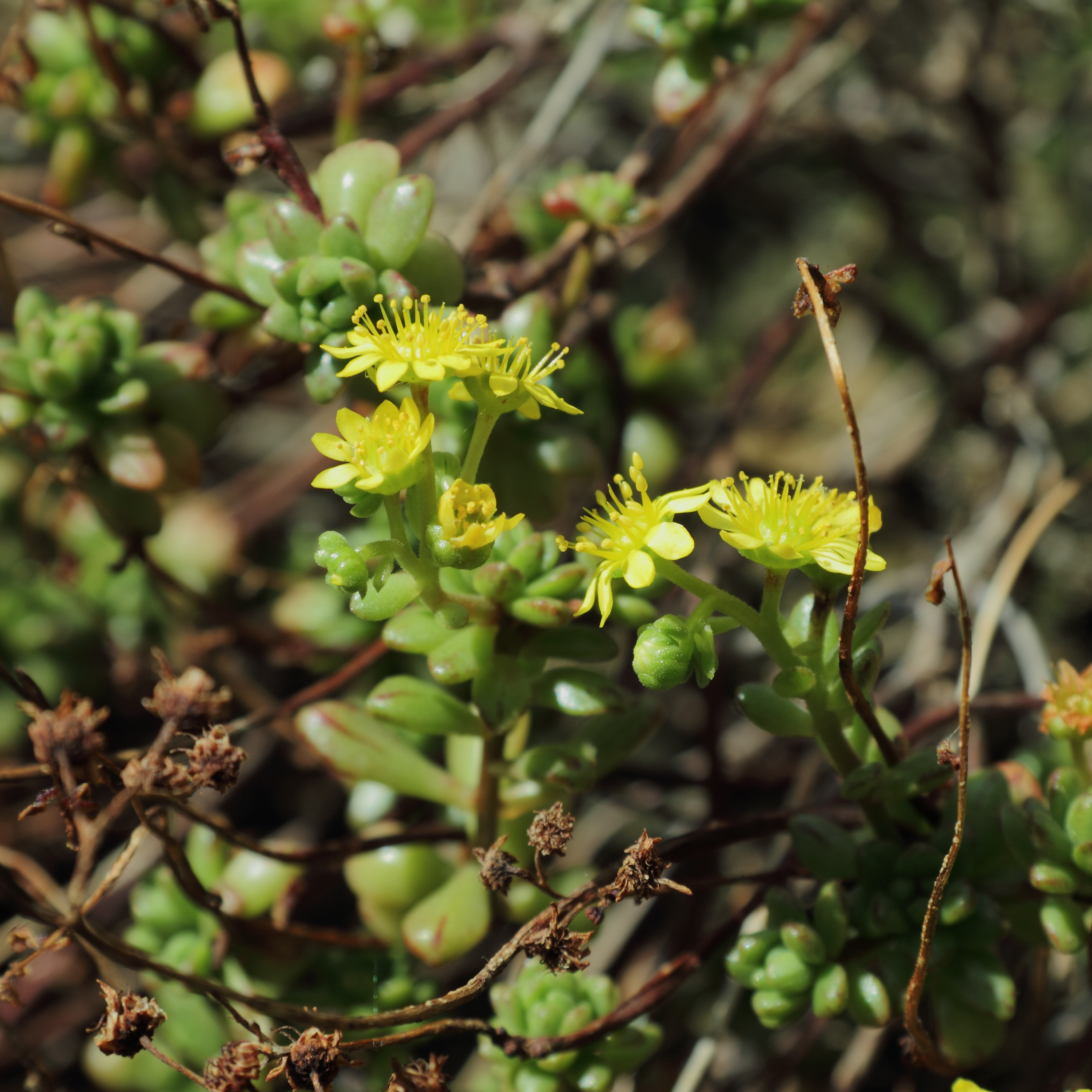